# Calhoun Falls
Calhoun Falls is een plaats (town) in de Amerikaanse staat South Carolina, en valt bestuurlijk gezien onder Abbeville County.

## Demografie
Bij de volkstelling in 2000 werd het aantal inwoners vastgesteld op 2303.
In 2006 is het aantal inwoners door het United States Census Bureau geschat op 2240, een daling van 63 (-2,7%).

## Geografie
Volgens het United States Census Bureau beslaat de plaats een oppervlakte van
8,1 km², geheel bestaande uit land. Calhoun Falls ligt op ongeveer 146 m boven zeeniveau.

## Plaatsen in de nabije omgeving
De onderstaande figuur toont nabijgelegen plaatsen in een straal van 24 km rond Calhoun Falls.